# يانوس بالوتاي
خطأ لوا في mw.text.lua على السطر 25: bad argument #1 to 'match' (string expected, got nil).
يانوس بالوتاي (بالمجرية: Palotai János)‏ (1 يناير 1928 بيكيسكسابا المجر - 13 يونيو 2010 جيور المجر) هو لاعب كرة قدم مجري سابق كان يلعب كحارس مرمى.

## روابط خارجية
- يانوس بالوتاي على موقع قاعدة بيانات كرة القدم.إي يو (الإنجليزية)
- يانوس بالوتاي على موقع ناشيونال فوتبول تيمز (الإنجليزية)